# Jerzy Jawczak
Jerzy Jawczak (ur. 25 maja 1940 w Zarszynie, zm. 20 lipca 1983 w Rzeszowie) – polski artysta fotograf. Członek Polskiego Towarzystwa Fotograficznego. Członek Związku Polskich Artystów Fotografików.

## Życiorys
Jerzy Jawczak urodził się 25 maja w Zarszynie. Od 1956 mieszkał w Sanoku. Utrzymywał kontakty ze Zdzisławem Beksińskim. W 1958 został członkiem Polskiego Towarzystwa Fotograficznego, w ramach działalności którego w 1960 miał pierwszą wystawę indywidualną. W 1959 zdobył I nagrodę na Ogólnopolskiej Wystawie Fotografii Artystycznej. Jego fotografie ukazywały się w dzienniku „Nowiny Rzeszowskie”. W 1959 uczestniczył w wystawie międzynarodowej pt. IX Salon Sztuki Fotograficznej w Barreiro (Portugalia). Od 1960 był zatrudniony jako fotograf w Muzeum Budownictwa Ludowego w Sanoku, gdzie w 1961 był współorganizatorem pracowni fotograficznej.     
Od 1963 mieszkał w Rzeszowie, gdzie jako fotograf i fotoreporter współpracował (m.in.) z Teatrem im. Wandy Siemaszkowej i Krajową Agencją Wydawniczą, krakowskim Wydawnictwem Artystyczno-Graficznym oraz z czasopismami: „Fotografia”, „Konfrontacje”, „Nowiny”, „Profile”, „Prometej”, „Szpilki”. W 1965 (wspólnie z Zdzisławem Postępskim i Aleksandrem Hadałą) przyczynił się do wznowienia działalności Rzeszowskiego Towarzystwa Fotograficznego, obejmując w nim funkcję wiceprezesa ds. artystycznych. W 1969 był współtwórcą i redaktorem ds. artystycznych czasopisma „Prometej”. W 1970 został pełnomocnikiem Komitetu Historii Fotografii na Okręg Rzeszowski.     
W 1971 został przyjęty w poczet członków Związku Polskich Artystów Fotografików (legitymacja nr 384). Jest autorem i współautorem wielu wystaw fotograficznych; indywidualnych, zbiorowych, poplenerowych, pokonkursowych. Brał aktywny udział w Międzynarodowych Salonach Fotograficznych, organizowanych (m.in.) pod patronatem FIAP, zdobywając wiele medali, nagród, wyróżnień, dyplomów, listów gratulacyjnych. Jego fotografie były wielokrotnie prezentowane w Polsce oraz wielu krajach Europy i świata. Był członkiem jury w wielu krajowych i międzynarodowych konkursach fotograficznych.     
Szczególne miejsce w twórczości Jerzego Jawczaka zajmowała fotograficzna dokumentacja miasta Rzeszowa. W 1961 został laureatem nagrody Prezydium Wojewódzkiej Rady Narodowej oraz w 1968 laureatem nagrody Prezydium Rady Federacji Amatorskich Stowarzyszeń Fotograficznych w Polsce.

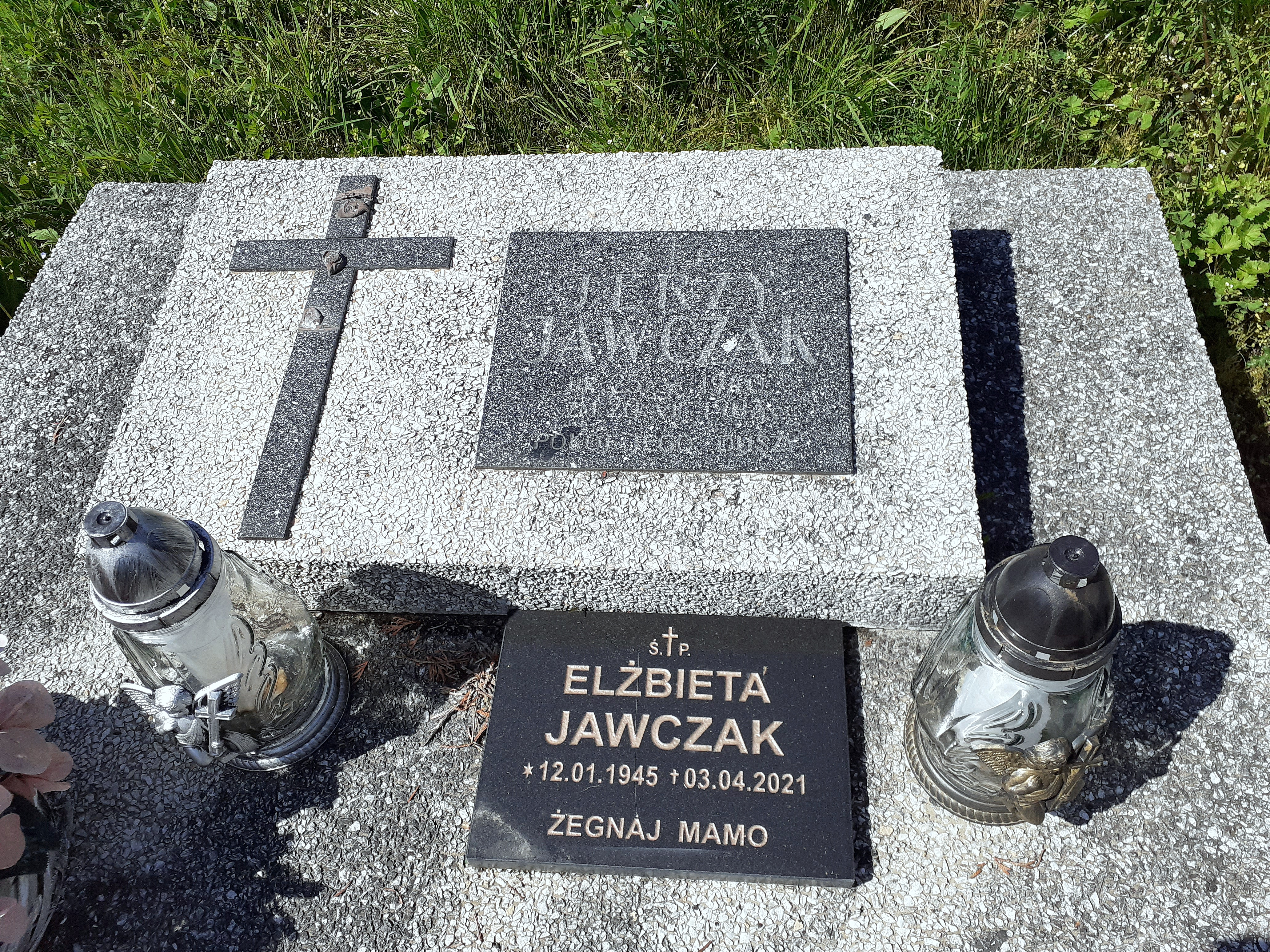
Grobowiec Jerzego i Elżbiety Jawczaków

Zmarł 20 lipca 1983. Został pochowany na cmentarzu Wilkowyja w Rzeszowie.
Fotografie Jerzego Jawczaka zgromadzono w zbiorach Muzeum Historycznego w Sanoku oraz (ok. 5 tysięcy negatywów) w zbiorach Galerii Fotografii Miasta Rzeszowa, przekazane przez jego żonę Elżbietę Jawczak.

## Odznaczenia i nagrody
- Zasłużony dla Miasta Rzeszowa (1978);
- Srebrna Odznaka im. Janka Krasickiego (1979);
- Honorowa Odznaka Socjalistycznego Zrzeszenia Studentów Polskich (1979)[6];
- Nagroda twórcza Wojewódzkiej Rady Narodowej w Rzeszowie w dziedzinie upowszechniania nauki i oświaty za osiągnięcia w dziedzinie fotografiki[14];